# 全国高等学校野球選手権三重大会
全国高等学校野球選手権三重大会（ぜんこくこうとうがっこうやきゅうせんしゅけん みえたいかい）は、三重県で開催されている全国高等学校野球選手権大会の地方大会。

## 前史
1947年（第29回大会）までは東海大会、1974年（第56回大会）までは三岐大会に参加（ただし、第27回大会は地方大会も中止、第40回・第45回・第50回・第55回大会は一府県一代表が認められた記念大会）。
三重県勢は、28回参加した東海大会で優勝1回、23回参加した三岐大会で優勝8回にとどまった。全国大会出場を他府県勢に阻止された回数については、徳島県勢と並んで42回に上り、滋賀県勢の50回に次いで2番目に多い。

## 概要
- 三重県内の主要球場を使用する。なお2005年から準決勝以降は、四日市球場にて行われる。
- 2020年は新型コロナウイルス感染症（COVID-19）拡大の影響で本大会・地方大会とも全面中止が決まったことに伴う独自の代替大会として、三重県高等学校野球連盟の主催による「2020年三重県高等学校野球夏季大会」を開催。優勝校は岐阜大会優勝校と「2020年 岐阜県・三重県高等学校野球交流試合」に出場する。

### 使用される球場
- 四日市市営霞ヶ浦第一野球場（四日市球場）[1]
- 津球場公園内野球場（津市営球場、津球場）
- 三重県営松阪野球場（2021年4月より、愛称：ドリームオーシャンスタジアム、松阪球場）
- 伊勢市倉田山公園野球場（2017年4月より、愛称：ダイムスタジアム伊勢、伊勢球場）

※ 開会式・開幕試合が四日市球場で行われるようになってからは、雨天中止の場合でも、四日市球場近隣の四日市ドーム（本来硬式野球は不可）を使用して、開会式のみ行われる。
- 山崎運動公園くまのスタジアム(2025年の1回戦3試合で使用予定）

## 大会結果
| 年度（大会）          | 校数 | 優勝校     | 決勝スコア | 準優勝校     | 備考     |
| --------------------- | ---- | ---------- | ---------- | ------------ | -------- |
| 1958年（第40回大会）  | 35   | 松阪商     | 6 - 3      | 四日市       |          |
| 1963年（第45回大会）  | 46   | 相可       | 10 - 8     | 三重         |          |
| 1968年（第50回大会）  | 52   | 三重       | 7 - 1      | ジ・オリオン |          |
| 1973年（第55回大会）  | 50   | 三重       | 9 - 2      | 津商         |          |
| 1975年（第57回大会）  | 54   | 三重       | 5 - 3      | 相可         |          |
| 1976年（第58回大会）  | 55   | 三重       | 3 - 0      | 津商         |          |
| 1977年（第59回大会）  | 55   | 海星       | 5 - 2      | 三重         |          |
| 1978年（第60回大会）  | 56   | 宇治山田商 | 4 - 0      | 三重         |          |
| 1979年（第61回大会）  | 59   | 相可       | 5 - 0      | 上野         |          |
| 1980年（第62回大会）  | 58   | 明野       | 8 - 0      | 名張桔梗丘   |          |
| 1981年（第63回大会）  | 62   | 海星       | 4 - 0      | 宇治山田商   |          |
| 1982年（第64回大会）  | 62   | 明野       | 9 - 5      | 相可         |          |
| 1983年（第65回大会）  | 65   | 相可       | 7 - 4      | 宇治山田商   |          |
| 1984年（第66回大会）  | 65   | 明野       | 4 - 3      | 津工         |          |
| 1985年（第67回大会）  | 65   | 海星       | 4 - 2      | 明野         |          |
| 1986年（第68回大会）  | 67   | 明野       | 16 - 0     | 名張         |          |
| 1987年（第69回大会）  | 67   | 明野       | 4 - 2      | 四日市工     |          |
| 1988年（第70回大会）  | 66   | 伊勢工     | 3 - 2      | 四日市工     |          |
| 1989年（第71回大会）  | 66   | 海星       | 5 - 4      | 三重         | 延長14回 |
| 1990年（第72回大会）  | 66   | 海星       | 5 - 1      | 四日市工     |          |
| 1991年（第73回大会）  | 67   | 四日市工   | 1 - 0      | 三重         |          |
| 1992年（第74回大会）  | 67   | 三重       | 2x - 1     | 宇治山田     | 延長10回 |
| 1993年（第75回大会）  | 68   | 海星       | 1 - 0      | 三重         |          |
| 1994年（第76回大会）  | 69   | 海星       | 10 - 1     | 宇治山田商   |          |
| 1995年（第77回大会）  | 68   | 三重       | 9 - 7      | 四日市工     |          |
| 1996年（第78回大会）  | 68   | 海星       | 7 - 1      | 明野         |          |
| 1997年（第79回大会）  | 68   | 桑名西     | 5 - 3      | 鈴鹿         |          |
| 1998年（第80回大会）  | 68   | 海星       | 2 - 0      | 三重         |          |
| 1999年（第81回大会）  | 67   | 四日市工   | 4x - 3     | 海星         |          |
| 2000年（第82回大会）  | 68   | 日生第二   | 7 - 2      | 海星         |          |
| 2001年（第83回大会）  | 68   | 四日市工   | 2 - 1      | 三重         |          |
| 2002年（第84回大会）  | 68   | 久居農林   | 10 - 8     | 海星         |          |
| 2003年（第85回大会）  | 68   | 宇治山田商 | 5x - 4     | 四日市工     | 延長12回 |
| 2004年（第86回大会）  | 70   | 鈴鹿       | 9x - 8     | 宇治山田商   | 延長10回 |
| 2005年（第87回大会）  | 69   | 菰野       | 2 - 1      | 桑名西       |          |
| 2006年（第88回大会）  | 67   | 三重       | 7 - 0      | 松阪工       |          |
| 2007年（第89回大会）  | 67   | 宇治山田商 | 4 - 0      | 菰野         |          |
| 2008年（第90回大会）  | 66   | 菰野       | 5 - 2      | 宇治山田商   |          |
| 2009年（第91回大会）  | 65   | 三重       | 9 - 3      | 海星         |          |
| 2010年（第92回大会）  | 66   | いなべ総合 | 6 - 3      | 白子         |          |
| 2011年（第93回大会）  | 65   | 伊勢工     | 9 - 5      | 津西         |          |
| 2012年（第94回大会）  | 63   | 松阪       | 3 - 2      | いなべ総合   |          |
| 2013年（第95回大会）  | 64   | 三重       | 7 - 1      | 菰野         |          |
| 2014年（第96回大会）  | 62   | 三重       | 14 - 1     | 菰野         |          |
| 2015年（第97回大会）  | 63   | 津商       | 8 - 6      | いなべ総合   |          |
| 2016年（第98回大会）  | 63   | いなべ総合 | 10 - 4     | 津田学園     |          |
| 2017年（第99回大会）  | 63   | 津田学園   | 4 - 3      | 三重         |          |
| 2018年（第100回大会） | 63   | 白山       | 8 - 2      | 松阪商       |          |
| 2019年（第101回大会） | 62   | 津田学園   | 6 - 4      | 海星         |          |
| 2020年（独自大会）    | 60   | いなべ総合 | 5x - 4     | 四日市工     | 交流試合 |
| 2021年（第103回大会） | 64   | 三重       | 6 - 5      | 津田学園     |          |
| 2022年（第104回大会） | 61   | 三重       | 11 - 6     | 津商         |          |
| 2023年（第105回大会） | 61   | いなべ総合 | 7 - 6      | 宇治山田商   |          |
| 2024年（第106回大会） | 60   | 菰野       | 2 - 0      | 鈴鹿         |          |
| 2025年（第107回大会） | 59   | 津田学園   | 1 - 0      | 津商         |          |

- 校数は連合チームを1校とする。

## 試合中継
使用する球場全てに放送席などの設備がないため、試合中継を行う際、バックネット裏の内野スタンドに仮設の小屋（三重テレビ単独、NHK･CATV共同(四日市の場合)）を建てる。

### 三重テレビ
- 1970年7月31日～8月1日に津市営球場（津球場）で開催された高校野球三岐大会準決勝・決勝の試合をそれぞれ中継した。三重大会自体の試合中継は1975年7月22日から開催された第1回大会より1回戦から決勝まで中継している。
- かつて開会式と開幕試合は生中継だったが、2008年からは高校野球開幕スペシャルとして夜からの録画放送となった。準々決勝からは夜にダイジェストを放送している。
- 現在中継球場は津市営球場（1回戦から決勝）、四日市市営霞ケ浦球場（3回戦・準々決勝）となっている。以前は県営松阪球場と伊勢市営球場から中継する年もあった。2017年からはマルチチャンネルを使って3回戦と準々決勝を二元中継している。2007年から四日市球場での試合中継がハイビジョン中継となり、2008年に全試合ハイビジョン中継となった。
- 2011年度からは県内高校に通う女子高生を起用した応援席レポーターを導入し、5回裏終了後のグラウンド整備の間に両校の応援席から様々な情報を伝えていた（5回コールドゲームの場合はレポート無し）が、コロナ禍以降は無くなっている。過去は三重テレビの女性アナウンサーが応援席レポートを担当していた。

### NHK・その他
- NHK津放送局がテレビ・ラジオ共決勝戦のみ中継する。かってはテレビ・ラジオとも準決勝以降を中継していた。2021年は東京オリンピックの中継と日程が重なり、決勝戦のみラジオで中継しテレビの中継は行わない。2024年は準決勝をラジオ（FM）で決勝をテレビとラジオ（FM）で放送した
- 四日市球場での試合は準々決勝戦まで地元・四日市のケーブルテレビ・シー・ティー・ワイが自社制作で放送する（CTYをキー局・県内全ケーブルテレビで放送されるハイライト番組は、決勝戦まで放送）。2013年からは12chのサブチャンネル122chで、松阪球場の試合を放送（映像は定点カメラ、エフエムよっかいちの音声を使用）。四日市球場の試合はケーブルネット鈴鹿にもネットされる。
- 2013年から2017年まではエフエムよっかいちで松阪球場の1回戦から準々決勝まで放送。

## 三重代表の学校別成績
県勢の選手権大会での通算成績は36勝61敗1分。勝率3割7分6厘。優勝1回・準優勝1回・ベスト8進出4回。
- 2024年選手権大会時点（前身校時代も含む）

|    | 校名                   | 出場回数(回) | 選手権成績  | 初出場年(年) | 最終出場(年) | 最高成績            |
| -- | ---------------------- | ------------ | ----------- | ------------ | ------------ | ------------------- |
| 1  | 三重                   | 13           | 13勝13敗    | 1966         | 2022         | 準優勝              |
| 2  | 海星                   | 11           | 7勝11敗     | 1965         | 1998         | ベスト8進出         |
| 3  | 明野                   | 5            | 2勝5敗      | 1980         | 1987         | 3回戦進出           |
| 4  | 相可                   | 3            | 2勝3敗      | 1963         | 1983         | 2回戦進出           |
| 5  | いなべ総合学園         | 3            | 2勝3敗      | 2010         | 2023         | 3回戦進出           |
| 6  | 四日市工業             | 3            | 1勝3敗      | 1991         | 2001         | 3回戦進出           |
| 7  | 菰野                   | 3            | 1勝3敗      | 2005         | 2024         | 2回戦進出           |
| 8  | 宇治山田商業           | 3            | 0勝3敗1分   | 1978         | 2007         | 2回戦（初戦）敗退   |
| 9  | 津田学園               | 3            | 2勝2敗      | 2017         | 2025         | 2回戦進出           |
| 10 | 四日市                 | 2            | 4勝1敗      | 1955         | 1967         | 優勝                |
| 11 | 松阪商業               | 2            | 1勝2敗      | 1958         | 1959         | 2回戦進出           |
| 12 | 伊勢工業               | 2            | 0勝2敗      | 1988         | 2011         | 2回戦（初戦）敗退   |
| 13 | 津商業                 | 1            | 1勝1敗      | 2015         | 2015         | 2回戦進出           |
| 14 | 宇治山田（旧・山田中） | 1            | 0勝1敗      | 1915         | 1915         | ベスト8（初戦）敗退 |
| 15 | 津                     | 1            | 0勝1敗      | 1953         | 1953         | 1回戦敗退           |
| 16 | 桑名西                 | 1            | 0勝1敗      | 1997         | 1997         | 2回戦（初戦）敗退   |
| 17 | 青山（旧・日生第二）   | 1            | 0勝1敗      | 2000         | 2000         | 1回戦敗退           |
| 18 | 久居農林               | 1            | 0勝1敗      | 2002         | 2002         | 1回戦敗退           |
| 19 | 鈴鹿                   | 1            | 0勝1敗      | 2004         | 2004         | 2回戦（初戦）敗退   |
| 20 | 松阪                   | 1            | 0勝1敗      | 2012         | 2012         | 2回戦（初戦）敗退   |
| 21 | 白山                   | 1            | 0勝1敗      | 2018         | 2018         | 2回戦（初戦）敗退   |
| -  | 三重県                 | 63           | 36勝61敗1分 | 1915         | 2025         | 優勝                |

## 三重県代表による甲子園優勝校・準優勝校など
現在まで、三重県代表が夏の選手権大会で全国制覇を成し遂げたのは、1955年・第37回の四日市（三岐代表）が唯一である。
2014年・第96回の三重が夏の選手権大会で、三重県勢として59年ぶりの決勝戦進出を果たしたが、大阪桐蔭に1点差で惜敗し準優勝となった。
なお、春の選抜大会（1969年・第41回の三重）とあわせると、三重県代表は合計2回優勝を果たしている。